# Aventuras na História
Aventuras na História (AH) é uma revista e website especializados em popularização de História. Lançada inicialmente pela Editora Abril, a revista é publicada mensalmente pela Editora Perfil.

## Histórico
A publicação surgiu em 2003 como uma edição especial da revista Superinteressante e a ligação era explícita na capa, que usava o selo “Família Super”. Foi uma das publicações que faziam parte do chamado Núcleo Jovem da editora que contou com outras revistas de viés científico e voltadas para a juventude.
A revista conquistou na edição de agosto de 2004 no artigo "Por que Getúlio se Matou?", o Prêmio Esso, na categoria "Criação Gráfica"
Em junho de 2014 a Editora Caras adquiriu a revista da Editora Abril.
Em novembro 2018, na edição 187, a revista passou por uma reforma gráfica e editorial, adotando uma nova logomarca.

## Prêmios
Prêmio ExxonMobil de Jornalismo (Esso)
- 2004: Esso de Criação Gráfica, na categoria revista, concedido a Débora Bianchi, Celso Miranda, Rogério Nunes e Luiz Iria, pela reportagem "Porque Getúlio se Matou?"[5]
- 2007: Esso de Criação Gráfica, na categoria revista, concedido a Luiz Iria, Bernardo Borges, Cláudia de Castro Lima, Débora Bianchi, Fabio Otubo, Maria Carolina Cristianini, Maria Dolores Duarte e Sattu, pela reportagem "Sete Maravilhas do Mundo"[6]